# Elsa Rivas
Elsa Concepción Rivas (* 4. Oktober 1925 in Avellaneda; † 30. April 2010) war eine argentinische Tangosängerin.

## Leben
Rivas begann in ihrer Kindheit zu singen und trat bei Schulfesten und bald auch im Radio auf. Im Alter von fünfzehn Jahren hatte sie bereits Auftritte als professionelle Sängerin, u. a. mit der Formation Alejandro Scarpinos im La Querencia. Bei Radio El Mundo debütierte sie mit dem Orchester des Senders, und 1956 wurde sie Sängerin der Orchesters von Ricardo Tanturi, das besetzt war mit den Bandoneonisten Héctor Gondre, José Raúl Iglesias, Juan Acetone, Horacio Perri und Ezequiel Esteban, den Geigern Vicente Salerno, Alberto Taibo, Milo Dojman und Eduardo Salgado, dem Pianisten Ermando Posadas und dem Kontrabassisten Natalio Berardi. Ihre Partner als Sänger waren Juan Carlos Godoy und Horacio Roca. Mit Tanturi nahm Rivas 1956–57 sechs Titel auf.
Nach der Trennung von Tanturi arbeitete sie mit Roberto Rufino und mit dem Orchester Leopoldo Federicos zusammen. Mit Federico nahm sie 1959 sechs weitere Titel auf. Auftritte hatte sie auch mit einem Orchester, das Juan José Paz eigens für sie zusammengestellt hatte. Mit diesem nahm sie fünf Tangos auf. Neben Auftritten in Clubs und Tangolokalen, im Radio und Fernsehen unternahm sie in der Folgezeit Tourneen durch Uruguay, Chile und 1967 mit den Los Señores del Tango durch Japan. Mit diesen nahm sie in Japan die Tangos Adiós pampa mía und Caminito und einen japanischen Song im Tangorhythmus in japanischer Sprache auf. 1973 reiste sie mit Armando Pontier, Hugo del Carril, Armando Moreno und anderen als Mitglied einer Künstlerdelegation durch Kolumbien.
Kurze Zeit gehörte Rívas dem Quartett Troilo-Grela an. Insgesamt nahm sie etwa 60 Titel auf, begleitet auch von Daniel Lomuto, Jorge Dragone, dem Trío Yumba, Alberto Di Paulo, Víctor D’Amario und anderen.

## Aufnahmen
mit Ricardo Tanturi
- Besos brujos
- Muriéndome de amor
- Provinciana linda (Walzer von Tanturi und Reinaldo Yiso)
- Pa’ que sientas lo que siento
- Que Dios me castigue
- Todo por un amor

mit Leopoldo Federico
- Dame mi libertad
- Y lo mismo te perdí
- A tu memoria madrecita
- Más fuerte que yo
- Como nadie te ha querido
- Besos brujos

mit Juan José Paz
- Hasta siempre amor
- En esta tarde gris
- Juana Tango
- Ventanita florida
- Quién tiene tu amor (von Leopoldo Díaz Vélez)